# Eduardo Serrano
Eduardo Serrano (Caracas, 1942. november 30. –) venezuelai színész.

## Élete
Edurardo Serrano 1942. november 30-án született Caracasban, négy testvér közül a legfiatalabbként. 1965-ben a „La criada malcriada”-ban debütált, mint színész. Még ebben az évben szerepet kapott a „La tirana” című telenovellában.
Háromszor nősült. Először 1968-ban Carmen Julia Álvarezt vette feleségül, gyerekük nem született. 1978-ban feleségül vette Mirtha Pérez énekesnőt, egy leányuk született: Magaly Andreína. 1995-ben Haidy Velázquezzel kötött házasságot, két gyermekük született: Miguel Eduardo és Leonardo Andrés.

## Filmszerepei

### Telenovellák, tv-sorozatok
| Év        | Eredeti cím              | Cím                        | Szerep                       |
| --------- | ------------------------ | -------------------------- | ---------------------------- |
| 1965      | La criada malcriada      |                            |                              |
| 1965      | La tirana                |                            |                              |
| 1969      | Mariana Montiel          |                            |                              |
| 1971      | Estación central         |                            |                              |
| 1972      | Simplemente María        |                            | Estebán                      |
| 1973      | Mily                     |                            | Diego                        |
| 1976      | Cumbres borrascosas      |                            | Edgardo Linton               |
| 1977      | La Zulianita             |                            | Hernán                       |
| 1979      | Emilia                   |                            | Alejandro Aguirre            |
| 1981      | Andreína                 |                            |                              |
| 1982      | Querida mamá             |                            | Rodrigo Márquez Terán        |
| 1985      | El sol sale para todos   |                            |                              |
| 1985      | Las amazonas             |                            | Rodrigo                      |
| 1987      | Y la luna también        |                            |                              |
| 1988      | Amor de abril            |                            |                              |
| 1989      | La sombra se Piera       |                            |                              |
| 1990      | Emperatriz               |                            | Leonidas León                |
| 1992      | Piel                     |                            | Max                          |
| 1996      | Volver a vivir           |                            | Bruno Santander              |
| 1996      | La Inolvidable           |                            | Maximiliano Montero          |
| 1998      | Cambio de piel           |                            | José Ignacio Quintana        |
| 1999      | Mujercitas               |                            | Cristóbal                    |
| 2000      | Muñeca de trapo          | Rongybaba                  | Eugenio Arteaga              |
| 2001      | Soledad                  | Soledad                    | Gonzalo                      |
| 2001      | Viva la Pepa             |                            | Ulises Graziani              |
| 2001      | Juana, la virgen         |                            | Rogelio Vivas                |
| 2004      | ¡Anita, no te rajes!     | Anita, a bűbájos bajkeverő | Emiliano Contreras           |
| 2005      | El cuerpo del deseo      | Második élet               | Felipe Madero                |
| 2005      | Decisiones               |                            |                              |
| 2006      | El desprecio             |                            | Israel Santa María           |
| 2006      | Fernando, de pura sangre |                            |                              |
| 2007      | Dame chocolate           |                            | Lorenzo Amado                |
| 2008      | Pobre millionaria        |                            | Fernando Andrés del Castillo |
| 2009      | Si me miran tus ojos     | Határtalan szerelem        | Ernesto Salaverry            |
| 2010-2011 | La mujer perfecta        |                            | Guillermo Toro               |
| 2011      | Natalia del Mar          | A sors hullámain           | Valerio Moncada              |
| 2012      | El rostro de la venganza | Utolsó vérig               | Juan Mercader                |
| 2013      | Los secretos de Lucía    |                            | Ignacio Cabello              |

### Játékfilmek
| Év   | Eredeti cím                  | Cím | Szerep            |
| ---- | ---------------------------- | --- | ----------------- |
| 1984 | Cangrejo II                  |     |                   |
| 2000 | Juegos bajo la luna          |     |                   |
| 2001 | Tosca, la verdadera historia |     | Mario Cavaradossi |

## Fordítás
- Ez a szócikk részben vagy egészben  az   Eduardo Serrando (actor) című spanyol Wikipédia-szócikk fordításán alapul.  Az eredeti cikk szerkesztőit annak laptörténete sorolja fel. Ez a jelzés csupán a megfogalmazás eredetét és a szerzői jogokat jelzi, nem szolgál a cikkben szereplő információk forrásmegjelöléseként.